# Douglas Rushkoff

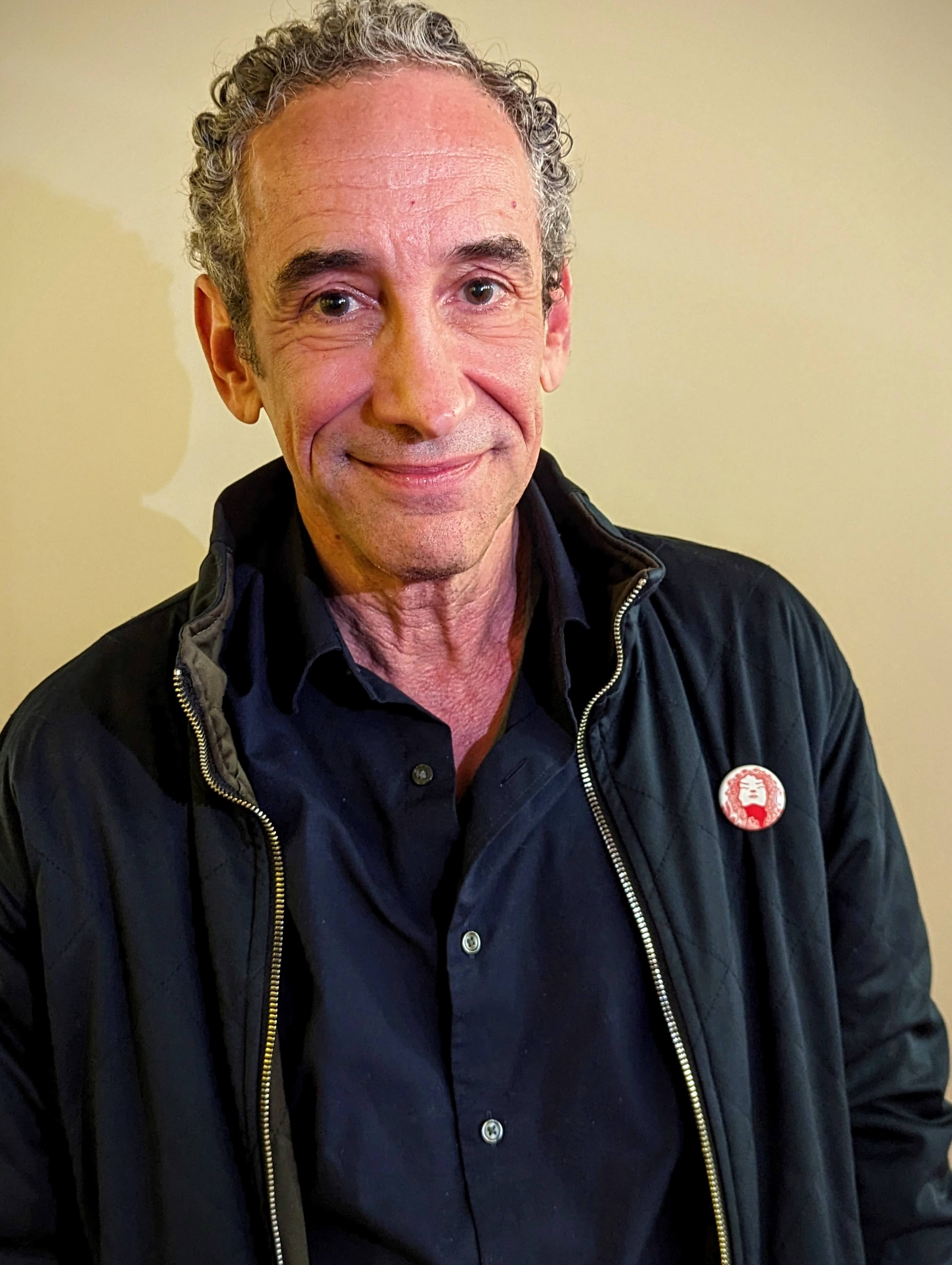
Douglas Rushkoff (2023)

Douglas Rushkoff (* 18. Februar 1961) ist ein US-amerikanischer Autor, Dozent, Kolumnist und Musiker.

## Biografie
Rushkoff absolvierte sein Studium magna cum laude an der Princeton University. Er zog nach Los Angeles und erlangte dort einen Abschluss als Master of Fine Arts in Directing am California Institute of the Arts. Heute unterrichtet er Medientheorie im Rahmen des Interactive Telecommunications Program an der New York University.
Seit Mitte der 1990er-Jahre hat Rushkoff neben seiner Tätigkeit als Kolumnist zahlreiche Fachbücher und Romane zu Themen der Netzkultur, zu Open Source und zur Cyberpunk-Bewegung vorgelegt, von denen mindestens Cyberia, Playing the Future („Chaos Kids“) und Ecstasy Club („Virtuality Club“) auch auf Deutsch erschienen sind. Er gilt als einer der Protagonisten der Cyberpunk-Bewegung und wurde so Berater für die United Nations Commission on World Culture und die Sony Corporation.
Im Spätjahr 2003 war Rushkoff außerdem kurzzeitig Keyboarder bei der von 1981 bis 2020 bestehenden britisch-amerikanischen Techno- und Rockband Psychic TV, einer der Hauptvertreter der Post-Industrial-Szene.
Im 2022 veröffentlichten Survival of the Richest fasst er den privaten Austausch mit fünf anonymen Milliardären zusammen und erörtert deren Selbstschutz angesichts sozialer Krisen und Klimakatastrophe. Darin kritisiert er die Technikgläubigkeit einiger von ihnen und attestiert, dass keiner von ihnen ein Interesse an der Abwendung bevorstehender Verwerfungen habe.

## Veröffentlichungen

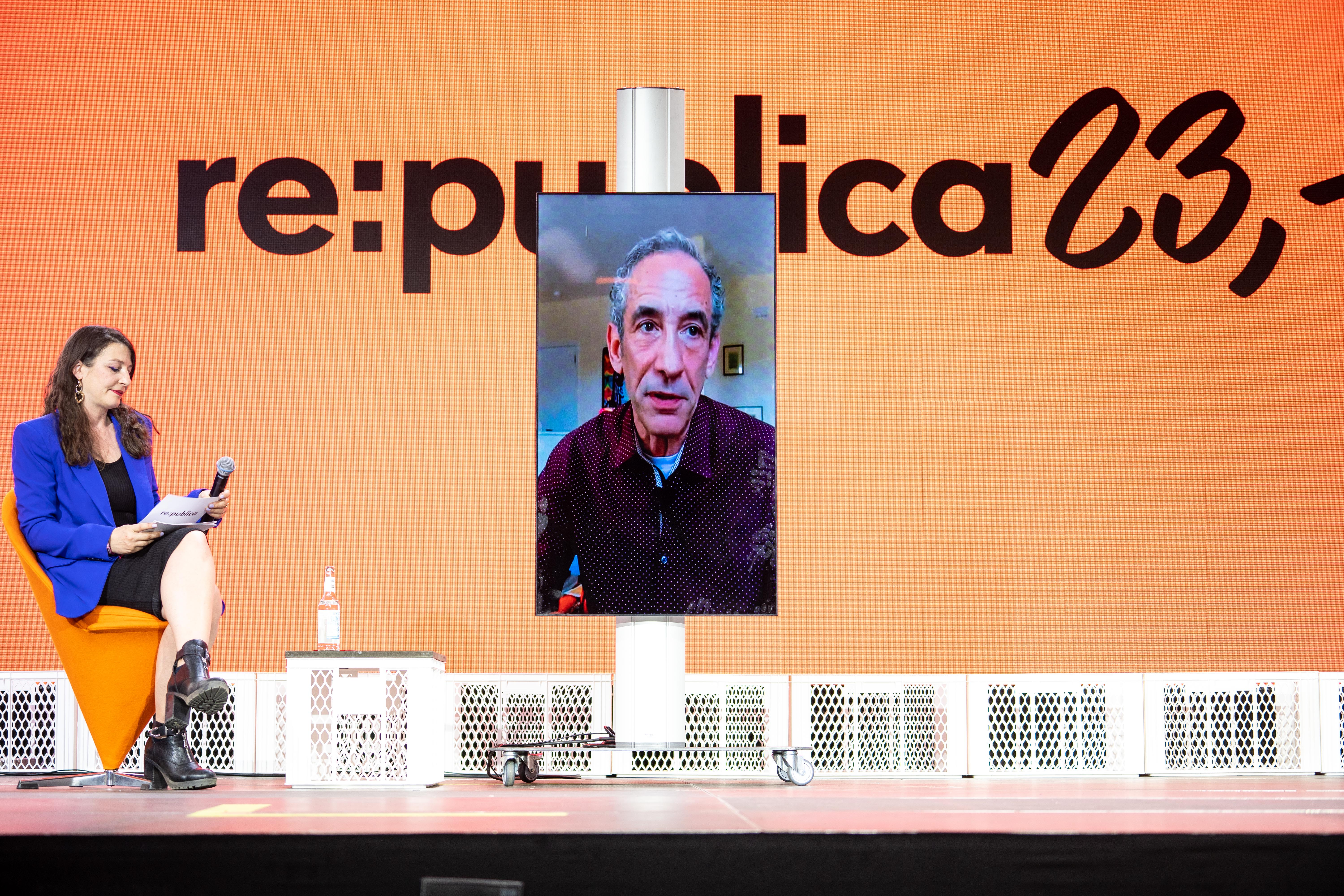
Douglas Rushkoff am 5. Juni des Jahres auf der re:publica 2023 online im Gespräch mit Geraldine de Bastion zu Survival of the richest

- 1994: Cyberia: Life in the Trenches of Hyperspace. Clinamen Press Ltd.
  - The GenX Reader. Ballantine Books
  - Media Virus: Hidden Agendas In Popular Culture. Wie vor
- 1995: Stoned Free -with Patrick Wells. Loompanics Unlimited
- 1996: Playing the Future: What We Can Learn From Digital Kids – Children of Chaos in the UK. Riverhead Books
  - Taschenbuch 1999: Riverhead Trade, Reprint Edition, ISBN 978-1-57322-764-3
- 1997: Ecstasy Club A Novel. HarperEdge
- 2000: Coercion: Why We Listen To What „They“ Say. Penguin Putnam
- 2002: Exit Strategy (Bull, in the UK) (fiction). Soft Skull Press
- 2003: Nothing Sacred: The Truth About Judaism. Crown Publishers, ISBN 978-0-609-61094-7
  - Open Source Democracy: How Online Communication is Changing Offline Politics. Demos
- 2004, mit Steph Dumais: Club Zero-G. Grafik-Novelle, The Disinformation Company, ISBN 978-0-9729529-3-4
- 2005: Get Back In The Box: Innovation From The Inside Out.CollinsBusiness
- 2006: Screenagers: Lessons In Chaos From Digital Kids. Hampton Press, ISBN 978-1-57273-624-5
  - mit Liam Sharp: Testament VOL 01 Akedah. Vertigo, ISBN 978-1-4012-1063-2
  - Die neue Renaissance: Auf dem Weg zu einer vernetzten, sozialen Wirtschaft "Die Welt verändert sich, spielen wir mit". Riemann, ISBN 978-3-570-50067-5
- 2009: Life Inc: How the world became a corporation and how to take it back. Random House
  - Taschenbuch 2011: Random House Publishing Group ISBN 978-0-8129-7850-6
- 2010: Program or be Programmed: Ten Commands for a Digital Age. OR Books
- 2012: A.D.D. – Adolescent Demo Division. Grafik-Novelle, ISBN 978-1-78116-019-0
- 2013: Present Shock: When Everything Happens Now.[5] Current Hardcover, ISBN 978-1-59184-476-1
  - Deutsch 2014, Gesine Schröder, Andy Hahnemann (Übersetzg): Present Shock. Wenn alles jetzt passiert.[6] Orange-press, ISBN 978-3-936086-72-0
- 2016: Throwing Rocks at the Google Bus: How Growth Became the Enemy of Prosperity. Hörbuch 9:15 h, Penguin Audio
- 2019: Team Human. W. W. Norton & Company, ISBN 978-0-393-65169-0
- 2021, mit Michael Avon Oeming (Ill.): Aleister & Adolf. Grafik-Novelle, Dark Horse Books, ISBN 978-1-5067-2104-0
- 2022: Survival of the Richest. Norton & Company, ISBN 978-1-324-06606-4.
  - 2025: Survival of the Richest. Suhrkamp Verlag, Übersetzung ins Deutsche von Stephan Gebauer, ISBN 978-3-518-02999-2.